# Marlene Monteiro Freitas
Marlene Monteiro Freitas (São Vicente, Cabo Verde; 1979) é uma bailarina e coreógrafa galardoada com o Leão de Prata de carreira pela 12ª Bienal de Veneza de Dança em 2018.

## Percurso
Marlene praticou ginástica rítmica até os 13 anos, mas abandonou o esporte porque não gostava do lado competitivo, e juntou-se a amigos com quem começou a dançar e a criar coreografias, que deu origem ao grupo Compass, em Cabo Verde.
Marlene Monteiro Freitas desenvolveu grande parte do seu trabalho em Portugal e foi cofundadora em Lisboa da estrutura cultural P.O.R.K, com a qual assinou coreografias como Paraíso-coleção privada (2012-13) e marfim e carne - as estátuas também sofrem (2014).
Concretiza seus projetos através de parcerias e pelo trabalho internacional em rede, tendo trabalhado com Emmanuelle Huynn, Loic Touzé, Tânia Carvalho, Boris Charmatz, entre outros criadores portugueses e estrangeiros.
Em 2018 recebeu prêmio de carreira da 12ª Bienal de Dança de Veneza. Durante a entrega do Leão de Prata à coreógrafa, a Bienal de Dança de Veneza afirmou que Marlene Monteiro Freitas é uma "presença eletrizante" e detentora de "um poder dionisíaco" nas suas produções. Acrescentando ainda que Marlene é "uma das mais talentosas da sua geração", se interessa mais pela "metamorfose e deformação", "trabalha mais com as emoções do que os conceitos, e que apaga as fronteiras do que é esteticamente correto”. 
Os seus trabalhos como coreógrafa combinam o drama e a comédia e têm sido elogiados pela crítica internacional pela expressividade e criatividade.

## Reconhecimentos e Prêmios
- 2017 - Galardoada com a Medalha de Mérito do Governo da Praia, Cabo Verde.[3]
- 2018 - O Leão de Prata foi entregue a Marlene Monteiro Freitas após a apresentação do espetáculo Bacantes - Prelúdio para uma purga durante a 12ª Bienal de Dança de Veneza, Itália. [1][2]
- 2020 - Ganhou o Prémio de Melhor Espetáculo Internacional de Les Prémis de la Critica d'Arts Escéniques de Barcelona [7]
- 2021 - Foi premiada com o Prémio Chanel Next [8][7]
- 2021 - Sadjo foi uma das personalidades nomeadas pela Bantumen Powerlist 100, como uma das personalidades negras mais influentes da lusofonia. [9]

## Obra
Coreografias:
- 2005 - Primeira Impressão
- 2006 - A Improbabilidade da Certeza
- 2006 - Lavrar
- 2008 - Uns e Outros
- 2009-2010 - A Seriedade do Animal
- 2011 - (M)imosa, com Trajal Harell, François Chaignaud e Cecilia Bengolea
- 2012-2013 - Paraíso: coleção privada
- 2014 - De marfim e carne - As estátuas também sofrem
- 2016 -  De marfim e carne - As estátuas também sofrem no Teatro Campo Alegre, no âmbito do Festival DDD — Dias da Dança 2016
- 2017 - Bacantes - Prelúdio para uma purga no Teatro Nacional D. Maria II, em Lisboa
- 2017 - Bacantes - Prelúdio para uma purga no Teatro Rivoli, no âmbito do FITEI 2017

## Ligações Externas
- Vídeo da Rádio e Televisão de Portugal (RTP) - Portugal Que Dança - Marlene Monteiro Freitas
- Vídeo da Biennale Danza  2018 - Encontro com Marlene Monteiro Freitas